# Andaraí
Andaraí is een gemeente in de Braziliaanse deelstaat Bahia. De gemeente telt 14.609 inwoners (schatting 2009).